# 規矩術
規矩術（きくじゅつ、規矩法とも）は、木造大工の加工技術の一つで木造建物の仕口・継手その他接合部分など、部材の形状全般を規および矩によって作り出す手法。「規」（ぶんまわし）はコンパス、「矩」は曲尺（かねじゃく、指矩（さしがね）とも）や定規を意味する。

## 概要
歴史的には古代にまでさかのぼるとされるが、当初は経験・言い伝えによる工匠間の秘伝であった。江戸時代に入ると和算など他の学術とともに理論化され、江戸幕府の大棟梁平内延臣（1791-1856）によって大成した。単に部材加工の技術としてだけではなく、部材寸法の組み合わせや比率、間取りや高さの決定の基準にまで、その理論は応用されている。
縦（垂直）・横（水平）・斜めに複雑に組み合う木造建築の接合部分を、曲尺一本で巧みに作り上げていく技術は高度に洗練されており、数学でいう三角関数や微積分、平方根なども応用されている。この規矩術により、近世以前の寺社や城、邸宅などで屋根に反りをつけたり、垂木を放射状に展開したりといった美しい曲線美が実現されている。規矩術の習得にはかなりの修行と経験を要する。そのため、伝統建築としての木造軸組工法（在来工法）においては、十分に規矩術を身に付けていない大工が増えており、日本の建築において伝統の継承が難しい面もある。
いっぽう、2x4工法などの簡便な木造技術が欧米から移殖され、現今の一般戸建住宅市場においては、このように技術取得の困難な在来工法は敬遠されがちである。このため本来の規矩術は、その伝承技術が求められる寺社建築の建造あるいは保存文化財の修復などを手掛ける宮大工に受け継がれている。